# Mylène Farmer
Pour les articles homonymes, voir Farmer et Gautier.
Mylène Farmer, de son vrai nom Mylène Gautier, est une auteure-compositrice-interprète, productrice, illustratrice et actrice franco-canadienne, née le 12 septembre 1961 à Montréal (Québec).
Révélée en 1984 avec le titre Maman a tort, elle connaît au fil des années un succès considérable dans la plupart des pays francophones et des pays d'Europe de l'Est. Apparaissant rarement dans les médias et refusant de communiquer sur sa vie privée, elle a construit avec Laurent Boutonnat un univers singulier, notamment à travers ses clips ambitieux et ses concerts spectaculaires, ainsi qu'avec ses textes dans lesquels abondent doubles sens, allitérations et références littéraires ou picturales.
Mylène Farmer est la chanteuse française qui a vendu le plus de disques depuis les années 1980 (plus de 30 millions). Elle est également l'artiste ayant classé le plus de titres à la 1re place des ventes en France (21 chansons no 1) ainsi que dans le Top 10 (58 titres).

## Biographie

### Enfance et jeunesse
Troisième d'une famille de quatre enfants, Mylène Jeanne Gautier naît le 12 septembre 1961 à l'hôpital du Sacré-Cœur de Montréal,, au Canada, où son père venait d'être muté pour travailler à la construction du barrage de Manicouagan,.
Ses parents sont Max Albert Gautier, ingénieur des ponts et chaussées, né le 19 mars 1925 à Marseille et mort le 11 juillet 1986, et Marguerite Marie Martin, secrétaire administrative, puis mère au foyer, née le 14 février 1928 à Lennon et morte le 1er juillet 2016.
Elle passe ses huit premières années à Pierrefonds, un bourg situé à une vingtaine de kilomètres de Montréal, au Québec, entourée de ses parents, sa grand-mère paternelle Jeanne, sa sœur Brigitte (née le 5 mai 1959) et son frère Jean-Loup (né le 13 avril 1960 et mort le 26 octobre 1996 dans un accident de la route). Scolarisée au collège international des Marcellines, établissement catholique tenu par des religieuses, elle garde peu de souvenirs de son enfance au Canada, hormis des paysages enneigés.
En 1969, la famille revient en France et emménage à Ville-d'Avray,, en banlieue parisienne, où naît le dernier enfant du couple, Michel, le 30 décembre 1969. L'arrivée en France est difficile pour la jeune Mylène : elle a du mal à s'intégrer et se renferme sur elle-même,.
Adolescente solitaire à l'allure de « garçon manqué », elle passe ses vacances dans la Bretagne natale de sa mère, et se rend fréquemment au chevet d’enfants malades hospitalisés, notamment auprès de jeunes patients tétraplégiques de l’hôpital de Garches (activité qu’elle poursuit encore aujourd’hui).
Rêvant de devenir monitrice d'équitation afin de créer un centre hippique pour personnes souffrant de handicap, elle passe les examens pour entrer au Cadre noir de Saumur mais elle ne poursuit pas sa formation .
Souhaitant être indépendante, elle quitte le lycée deux jours après sa rentrée en Terminale A4 au grand dam de ses parents, et déménage à Paris. Elle suit une formation théâtrale au cours Florent afin de devenir comédienne. Elle y restera deux années et enchaîne plusieurs petits boulots, notamment dans le mannequinat, où elle fait quelques essais pour des catalogues ou des publicités.

### Débuts et premiers succès (1984–1986)
Elle se lie d'amitié avec Jérôme Dahan, un assistant régisseur et compositeur qui a créé une maison d’édition avec le producteur et compositeur Laurent Boutonnat. Les deux hommes ont écrit Maman a tort, une chanson s'inspirant notamment du film Frances, basé sur l'histoire de l'actrice américaine Frances Farmer. Souhaitant trouver une interprète à la chanson, ils organisent un casting pour lequel une dizaine de jeunes filles se présentent. Parmi elles : Mylène Gautier. Laurent Boutonnat déclarera : « Ça a été elle tout de suite. […] On aurait juré qu'elle sortait de l'hôpital avec ses cheveux longs, à la limite de la psychose ». En hommage à Frances Farmer, la chanteuse choisit Mylène Farmer comme nom de scène. Après avoir essuyé de multiples refus de maisons de disques durant une année (celles-ci jugeant le titre trop subversif et différent des productions de l'époque), le trio signe chez RCA. Avec l’aide du manager Bertrand Le Page, la chanson devient petit à petit l'un des succès de l’été 1984 et s'écoule à plus de 100 000 exemplaires, tout en créant une certaine controverse.
Début 1985, paraît un deuxième 45 tours, On est tous des imbéciles, écrit et composé par Jérôme Dahan. Ce titre ne remportant pas le succès escompté, RCA décide de ne pas renouveler le contrat de la chanteuse.
Mylène Farmer signe alors chez Polydor et travaille à l'élaboration d'un premier album avec Laurent Boutonnat. En septembre 1985, paraît le single Plus grandir : écrit par la chanteuse et soutenu par un clip de Boutonnat tourné en CinemaScope (qui sera censuré par plusieurs émissions), le titre connaît un succès supérieur au précédent, sans toutefois parvenir à se classer au Top 50.
Son premier album, Cendres de lune, paraît en 1986, en même temps que le titre Libertine. C'est à cette occasion que Mylène Farmer adopte les cheveux roux. Appuyé par un clip inspiré du film Barry Lyndon dans lequel elle apparaît nue, Libertine fait scandale et révolutionne le vidéo-clip en France : Mylène Farmer entre alors pour la première fois dans le Top 50, Libertine y restera classé pendant vingt semaines consécutives.

### Consécration (1987–1990)
Début 1987 paraît le 45 tours Tristana, qui connaît également un grand succès et est inclus dans la réédition de son premier album. Dès lors, la chanteuse écrira elle-même les textes de toutes ses chansons. Mylène Farmer devient une figure incontournable du paysage musical français, et chacun de ses clips réussit à créer l'événement (celui de Tristana sera d'ailleurs nommé aux Victoires de la musique).
À la fin de cette même année paraît le titre Sans contrefaçon, qui atteint la deuxième place du Top 50 et annonce l'album Ainsi soit je…. Sorti au printemps 1988, cet album, porté également par les titres Ainsi soit je…, Pourvu qu'elles soient douces et Sans logique, rencontre un succès considérable : no 1 des ventes, il devient le premier disque de diamant remis à une chanteuse et s'écoule à près de deux millions d'exemplaires. Le titre Pourvu qu'elles soient douces devient son premier single no 1 et se fait remarquer par son clip de 18 minutes (qui est la suite de celui de Libertine). Mylène Farmer se voit alors récompensée d’une Victoire de la musique en tant qu’« Artiste de l’année ». C'est également cet album qui permet à la chanteuse de connaître un certain succès hors de France, comme en Allemagne, au Benelux ou encore en Russie.
En mai 1989, Mylène Farmer entame sa première tournée, Tour 89, durant laquelle elle présente un « show à l’américaine » chorégraphié (concept jusque-là peu utilisé par des artistes français), dans un décor rappelant un cimetière, inspiré du monument de Stonehenge. Après une semaine au Palais des sports et une trentaine de dates en France, elle dévoile un titre inédit, À quoi je sers…, et termine sa tournée par deux soirs à guichets fermés à Bercy. Celle-ci sera immortalisée sur l’album En concert, dont la vidéo obtiendra le « Prix européen de la Meilleure vidéo musicale » en 1990.

### L'Autre…(1991–1992)
Début 1991, la chanson Désenchantée amorce le retour de la chanteuse après un an d'absence : ce titre devient alors son plus grand tube en France et à l'étranger, avec plus de 1 300 000 exemplaires vendus. L'album, intitulé L'Autre…, connaît également un énorme succès : classé no 1 en France durant 20 semaines, il demeure la meilleure vente d’albums de la chanteuse avec plus de deux millions d’exemplaires écoulés. Les singles suivants, Regrets (en duo avec Jean-Louis Murat), Je t'aime mélancolie et Beyond My Control (dont le clip sera censuré), atteignent également les sommets du Top 50. Avec cet album, Mylène Farmer est récompensée du World Music Award de l'« Artiste français ayant vendu le plus de disques dans le monde ».
C'est à cette époque, le 12 novembre 1991, qu'un drame se produit au sein des locaux de sa maison de disques : Laurent Berger, un fan obsédé par la chanteuse, tue d’un coup de fusil le réceptionniste de Polydor, Jean-François Pigaglio, car celui-ci refusait de lui donner l'adresse de Mylène Farmer. Le forcené monte dans les étages, s'apprête à faire feu de nouveau, mais son arme s'enraye. Maîtrisé par les forces de l'ordre, il sera placé en institut psychiatrique. Mylène Farmer prend alors beaucoup de distance vis-à-vis de son personnage public, en se faisant de plus en plus discrète dans les médias.
À la fin l'année 1992, paraît le titre Que mon cœur lâche, dont le clip est réalisé par Luc Besson. Une compilation de remixes, Dance Remixes, paraît en suivant et se verra récompensée d'un double disque d'or.

### Giorgino(1994)
En 1994, Laurent Boutonnat sort son second long métrage, Giorgino, un film très sombre dans lequel Mylène Farmer partage l’affiche avec Jeff Dahlgren. Souvent jugé comme un « long clip » par la critique (il dure plus de trois heures), le film est un échec commercial, avec moins de 70 000 entrées en France pour un budget de douze millions d'euros.
Mylène Farmer s'exile et s'installe à Los Angeles en compagnie de Jeff Dahlgren, qui est également guitariste rock.

### AnamorphoséeetTour 1996(1995-1997)
Elle revient en 1995 avec Anamorphosée, un album enregistré à Los Angeles et paré de sonorités plus rock, pour lequel la chanteuse adopte une image beaucoup plus lumineuse et féminine. Le changement de style est risqué, mais des titres comme XXL, L'Instant X, California, Comme j'ai mal et Rêver font de cet album un succès qui dépasse le million de ventes. Il reçoit la Victoire de la musique de l'« Album français le plus exporté de l'année 1996 ».
Cette même année, Mylène Farmer présente sa seconde tournée, le Tour 1996, un show à l’américaine avec chorégraphies, écrans géants et effets pyrotechniques. Le CD résultant de cette tournée, Live à Bercy, détient depuis sa parution en 1997 le record de l'album Live le plus vendu par une chanteuse française, avec près d'un million d'exemplaires écoulés.

### InnamoramentoetMylenium Tour(1999–2000)
Sorti en 1999, l’album Innamoramento marque un retour aux ambiances musicales de ses premiers albums, dans un style plus sobre et romantique. Pour la première fois, en plus d'avoir écrit tous les textes comme à son habitude, Mylène Farmer compose elle-même près de la moitié des musiques. Certifié disque de diamant pour avoir dépassé le million de ventes, l’album permet à la chanteuse de remporter plusieurs NRJ Music Awards, et la plupart des singles extraits (L'Âme-Stram-Gram, Je te rends ton amour, Souviens-toi du jour…, Optimistique-moi, Innamoramento) sont certifiés disques d'argent.
La tournée soutenant cet album, le Mylenium Tour, connaît un large succès. Rassemblant plus de 450 000 spectateurs, plusieurs dates seront rajoutées, dont trois en Russie dans des salles regroupant 25 000 personnes par soir. Cette série de concerts, dont la scène est dominée par une statue d'Isis haute de 11 mètres, consacre la popularité scénique de la chanteuse auprès du public français, mais aussi international (le spectacle est élu « Meilleur concert du siècle » en Russie).

### Les mots(2001–2004)
En novembre 2001, sort sa première anthologie, Les Mots, regroupant l’ensemble des singles de sa carrière et trois inédits : Les mots (en duo avec Seal), C'est une belle journée, qui seront tous deux disques d’or, et Pardonne-moi. Meilleure vente de l’année 2001 et de l'année 2002, Les mots demeure la compilation la plus vendue pour un artiste français, avec près de deux millions d'exemplaires écoulés.
C'est lors du tournage du clip C'est une belle journée (composé d’illustrations réalisées par Mylène Farmer elle-même) qu'elle rencontre en 2002 le réalisateur et producteur Benoît Di Sabatino, qui deviendra son compagnon pendant vingt ans.
En 2003 est publié son premier ouvrage, Lisa-Loup et le Conteur, un conte philosophique illustré par la chanteuse, qui s'écoule à plus de 100 000 exemplaires. En fin d'année, paraît RemixeS, une compilation de remixes réalisés par de grands DJ français et internationaux, certifiée disque d'or dès sa sortie.

### Avant que l'ombre…et concerts à Bercy (2005–2007)

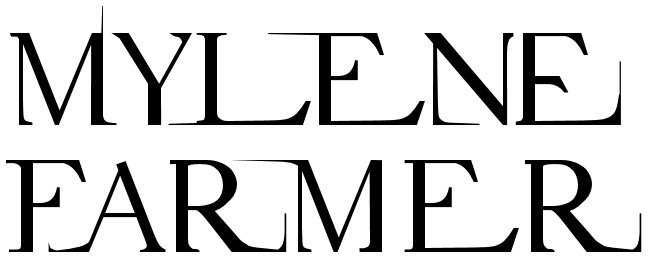
Logotype 2005 de Mylène Farmer.

Après avoir reçu la Victoire de la musique de l'« Artiste féminine des vingt dernières années », Mylène Farmer rompt en février 2005 son silence médiatique avec le single Fuck Them All, prélude à la sortie de Avant que l’ombre…, un album plus acoustique que les précédents. Malgré la crise du disque et une promotion réduite, l’album se vend à plus de 800 000 exemplaires et confirme le succès de la chanteuse à l’étranger, plus particulièrement en Russie, où L'amour n'est rien… est l'une des chansons les plus diffusées de l'année 2006.
Une série de treize concerts est donnée à Bercy en janvier 2006, réunissant 170 000 spectateurs. L’imposante infrastructure du spectacle étant intransportable, celui-ci n'a pu être présenté en province. Le DVD de ce spectacle détient le record du DVD musical le plus vendu par une artiste française (500 000 ventes).
En septembre 2006, Mylène Farmer enregistre Slipping Away (Crier la vie) en duo avec Moby, qui se classe no 1 et reçoit un disque d’or. Peu après, elle prête sa voix au film d’animation de Luc Besson, Arthur et les Minimoys, dans lequel elle incarne Princesse Sélénia ; elle assurera également le doublage pour les deux volets suivants, Arthur et la Vengeance de Maltazard (2009) et Arthur et la Guerre des deux mondes (2010).

### Point de sutureetTour 2009(2008–2010)
Le single Dégénération paraît le 19 juin 2008, annonçant l'album Point de suture aux sonorités electro. En seulement trois jours, ce titre devient la plus grosse vente de téléchargements hebdomadaires en France. Fin août, lors de sa sortie dans le commerce, Dégénération enregistre également le meilleur score hebdomadaire de l’année et se classe no 1 des ventes, tout comme les quatre singles suivants, Appelle mon numéro, Si j'avais au moins…, C'est dans l'air et Sextonik, permettant ainsi à la chanteuse d'être l'artiste ayant classé le plus de titres à la 1re place du Top 50.
Dès sa parution le 25 août 2008, l'album Point de suture connaît un large succès en France, où il est certifié triple disque de platine (plus de 700 000 ventes,, mais aussi en Belgique (disque de platine), en Suisse (disque d'or), ainsi qu'en Russie (double disque de platine).
Une nouvelle tournée, Tour 2009, est présentée en deux temps : une tournée des Zéniths au printemps 2009 en France et en Russie, suivie en fin d’été par plusieurs dates dans des stades en Suisse, en Belgique et en France, dont deux soirs au Stade de France, les 11 et 12 septembre 2009. Mylène Farmer devient ainsi la première chanteuse française à se produire dans un tel lieu. La mise en vente des places pour le 12 septembre provoque une telle affluence qu'elle occasionne un bug sur tous les sites de réservations, affichant complet en moins de 2 h. La date du 11 septembre est alors ajoutée, affichant complet en une heure. Entourée de deux écorchés de 8 mètres et de 700 m2 d'écrans géants, la chanteuse fait construire la plus grande scène couverte jamais réalisée en Europe. Au total, cette série de concerts rassemblera 600 000 spectateurs.
L'album Live No 5 on Tour devient rapidement double disque de platine, et le DVD Stade de France est certifié DVD de diamant en une semaine.

### Bleu noir(2010–2011)

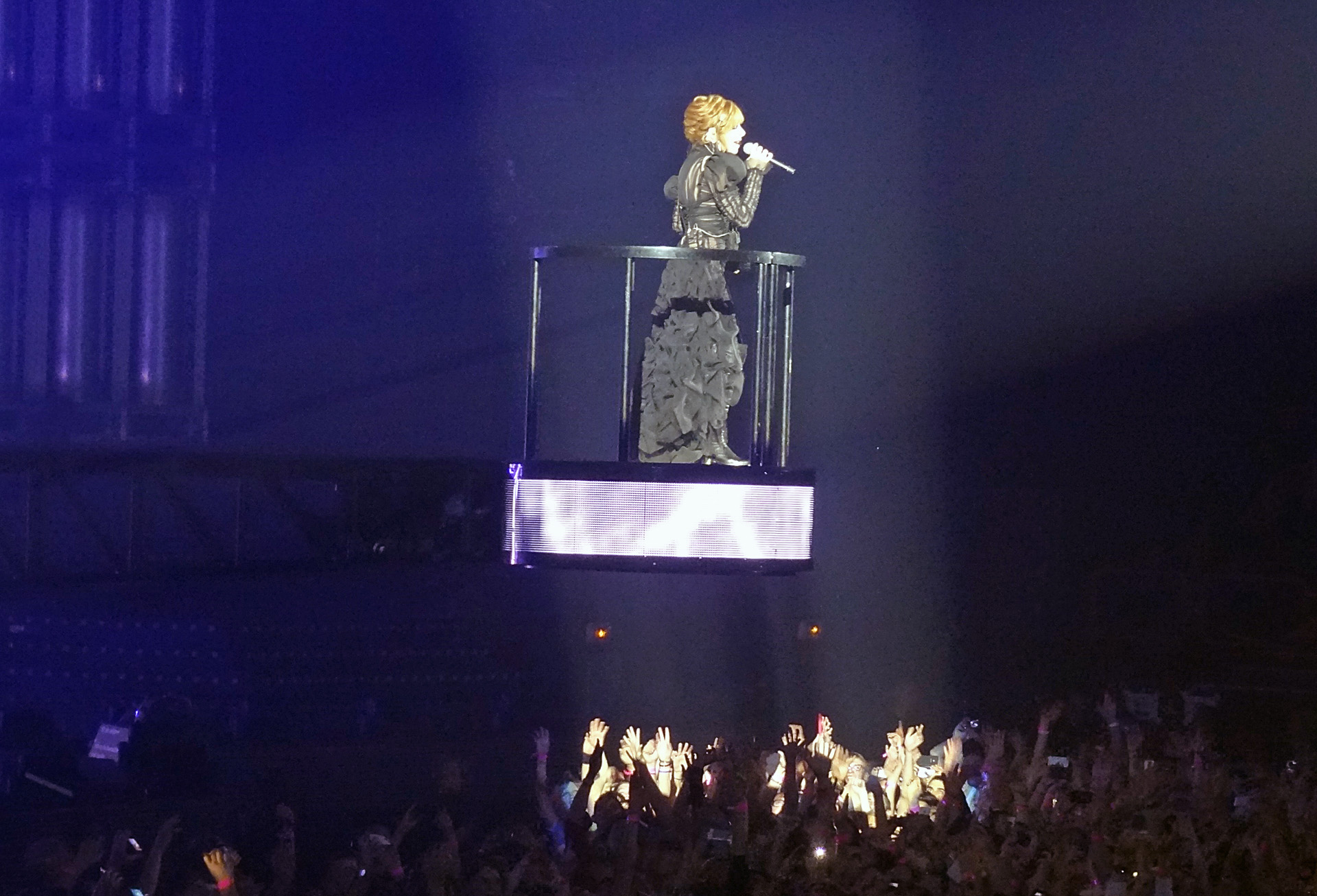
Mylène Farmer chantant Bleu noir sur une nacelle au-dessus du public, lors du concert Timeless 2013 à Bercy.

Le 29 septembre 2010 est diffusé en radio Oui mais… non, 1er extrait de l'album Bleu noir. Si le texte est toujours signé par la chanteuse, le single est produit et composé par RedOne, célèbre pour ses collaborations avec Lady Gaga. Dès sa sortie, Oui mais… non se classe directement no 1, tout comme les deux singles suivants, Bleu noir et Lonely Lisa.
Sorti le 6 décembre 2010, l'album Bleu noir comporte 12 titres écrits et produits par Mylène Farmer, RedOne, Moby et Archive, marquant ainsi un changement important : en effet, c'est la première fois que la chanteuse ne collabore pas avec Laurent Boutonnat sur l’un de ses albums. Dès sa parution, le disque devient la plus grosse vente de téléchargements jamais enregistrée en France mais également le meilleur démarrage de l'année 2010 en supports physiques. Il est certifié disque de diamant en seulement 3 mois.
En juillet 2011, elle clôt le défilé de mode de Jean-Paul Gaultier, dans une robe noire de mariée, inspirée du film Black Swan.
Une nouvelle compilation, 2001-2011 (dont l'aquarelle illustrant la pochette est signée par Mylène Farmer), sort le 5 décembre 2011, incluant deux inédits dont Du Temps, composé par Laurent Boutonnat. En moins d'un mois, 2001-2011 devient le Best of le plus vendu de l'année et reçoit un double disque de platine.
Le 28 janvier 2012, Jean-Paul Gaultier lui remet un NRJ Music Award de diamant (un prix spécialement créé pour la chanteuse), afin de récompenser l'ensemble de sa carrière. Dès lors, la chanteuse demandera à ne plus être nommée, préférant laisser la place à la nouvelle génération.

### Monkey MeetTimeless 2013(2012–2014)

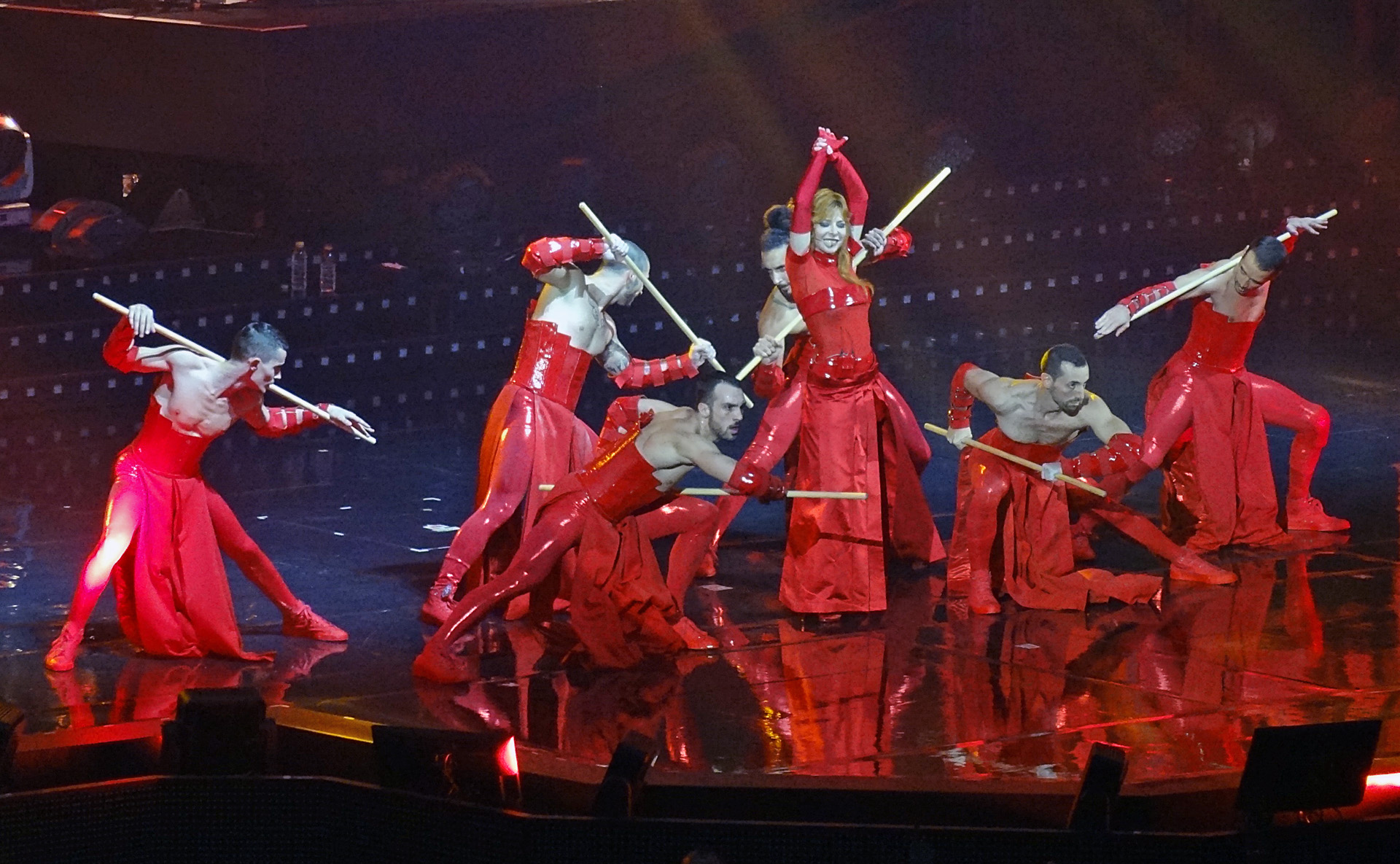
Mylène Farmer lors de sa tournée Timeless 2013.

Le 3 décembre 2012, paraît Monkey Me, un album signé Farmer/Boutonnat qui marque un retour aux sources. Avec près de 150 000 ventes en France en une seule semaine, l'opus connaît le meilleur démarrage de l'année et la chanteuse bat ses propres records puisque l'album est certifié disque de diamant en moins d'un mois. Le 1er single, À l'ombre, se classe lui aussi no 1 des ventes.
Une tournée, Timeless 2013, est programmée pour l'automne 2013, traversant la France (dont 10 dates à Bercy), la Belgique, la Suisse, la Russie et la Biélorussie. Avec près de 200 000 billets vendus en une journée, la plupart des salles affichent complet, poussant la production à rajouter, à deux reprises, plusieurs dates supplémentaires. Entourée de danseurs robots, la chanteuse présente un spectacle futuriste, dans lequel elle souhaite « humaniser la technologie ».
Après avoir rassemblé plus de 500 000 spectateurs, le concert Timeless 2013 est diffusé dans plus de 200 salles de cinéma le 27 mars 2014 pour une séance unique qui réunit plus de 100 000 spectateurs. Un mois plus tard, le film est projeté au Canada, en Lettonie et en Russie dans plus de 130 cinémas. Le DVD du spectacle, no 1 des ventes durant 21 semaines, est certifié triple DVD de diamant.

### Interstellaires(2015–2017)
Sorti le 6 novembre 2015, l'album Interstellaires est annoncé par le titre Stolen Car, un duo avec Sting produit par The Avener. Dès sa parution, le single se classe no 1 des ventes. Laurent Boutonnat ne figure pas aux crédits de cet album, les compositions étant cette fois signées Mylène Farmer et Martin Kierszenbaum. Salué par la critique,, cet album aux tonalités pop-rock, qualifié d'aérien et moderne, est présenté comme « un lumineux big bang » dans l'univers de la chanteuse. Triple disque de platine en France, Interstellaires bénéficie également d'une sortie internationale, se classant dans le Top 10 de 16 pays. Il permet à Mylène Farmer de faire une apparition télévisée remarquée aux États-Unis (dans l'émission de Jimmy Fallon), où le titre Stolen Car atteint la première place du Billboard Dance Club.
Le second extrait, City of Love, bénéficie d'un clip inspiré de certaines œuvres d'Alfred Hitchcock et de Tim Burton, réalisé par Pascal Laugier.
Le 15 mars 2017, Mylène Farmer change de maison de disques pour Sony, quittant ainsi Universal et Polydor après plus de trente ans de collaboration.

### Ghostland,DésobéissanceetLive 2019(2018-2021)
En mars 2018, la chanteuse fait son retour au cinéma à l'affiche du film Ghostland, réalisé par Pascal Laugier, aux côtés de Crystal Reed et Anastasia Phillips. Acclamé par la critique et le public,, le film remporte trois prix au Festival international du film fantastique de Gérardmer et bénéficie d'une sortie internationale, devenant le cinquième film français le plus vu dans le monde en 2018.
Peu avant, le 19 janvier 2018, paraît par surprise le titre Rolling Stone, réalisé par Feder, qui se classe directement à la première place des ventes, tout comme N'oublie pas, un duo avec la chanteuse LP dont le clip est réalisé par Laurent Boutonnat. Ces singles annoncent l'album Désobéissance : sorti le 28 septembre 2018, celui-ci est encensé par les critiques,,, qui soulignent son côté audacieux. Certifié disque d'or en trois jours et disque de platine en une semaine, il enregistre alors le meilleur démarrage réalisé par un artiste depuis deux ans.
La chanteuse fait son retour sur scène en juin 2019 dans la plus grande salle d'Europe, à Paris La Défense Arena, pour une série de neuf concerts intransportables, réunissant plus de 243 000 spectateurs. Présenté comme « le plus grand show jamais monté en Europe », le spectacle bénéficie d'une diffusion au cinéma le 7 novembre dans 18 pays, réunissant 155 000 spectateurs en une seule soirée. Le DVD Live 2019 est quant à lui certifié double diamant en trois semaines.
Après avoir participé au dernier défilé de Jean-Paul Gaultier en janvier 2020, elle dévoile sur Amazon Prime Video le 25 septembre L'Ultime création, une trilogie documentaire sur les coulisses des concerts de 2019. Un titre inédit, L'Âme dans l'eau, sort quelques jours auparavant, et devient sa 21e chanson classée no 1 des ventes.
Le 4 décembre, paraît Histoires de…, un best of regroupant 52 titres. Certifié disque d'or en dix jours, il reçoit un disque de platine deux mois plus tard.
En juillet 2021, Mylène Farmer fait partie du jury de la 74e édition du Festival de Cannes.

### L'Empriseet retour au cinéma (depuis 2022)

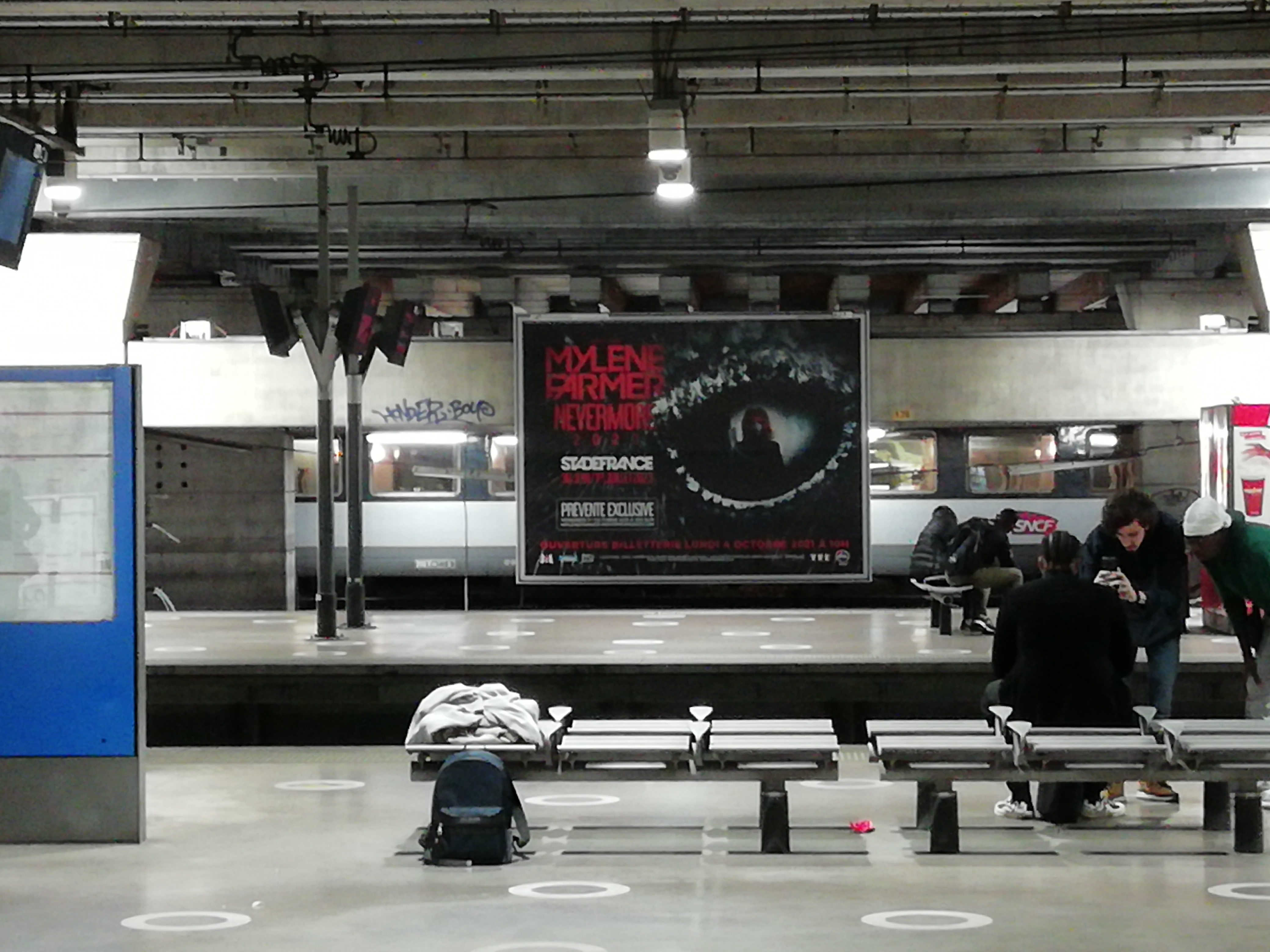
Affiche de la tournée Nevermore 2023 sur un quai de la gare de la Bibliothèque François-Mitterrand à Paris 13e.

Le 25 novembre 2022, paraît l'album L'Emprise, sur lequel ont participé Woodkid, Archive, Moby et AaRON. Écoulé à 250 000 exemplaires, l'album est porté par les singles À tout jamais, Rayon vert en duo avec AaRON, Rallumer les étoiles et L'Emprise (ce dernier devenant la bande originale du film Donjons et Dragons : L'Honneur des voleurs).
Le 9 décembre 2022, la chanteuse interprète, en duo avec le groupe britannique Muse, le titre Ghosts (How Can I Move On), version alternative du morceau présent sur l'album Will of the People des Anglais.
Une tournée des Stades, Nevermore 2023, débute le 3 juin 2023 à travers la France, la Suisse et la Belgique, incluant deux soirs au Stade de France les 30 juin et 1er juillet 2023. À la suite des émeutes parisiennes en juin 2023, Mylène Farmer et son équipe sont contraints de reporter les concerts au Stade de France pour les 27 et 28 septembre 2024, avec une date additionnelle le 1er octobre 2024. Des dates en Russie avaient également été planifiées, mais le projet fut annulé à la suite de l'invasion de l'Ukraine par la Russie. Finalement, la tournée Nevermore aura rassemblé 700 000 spectateurs.
Le film du concert est projeté dans 500 salles de cinéma le 7 novembre 2024, réunissant 210 000 spectateurs en une soirée, la chanteuse battant ainsi son propre record.
Peu avant, afin de célébrer ses quarante ans de carrière en avril 2024, elle publie l'album de remixes Remix XL (XL signifiant 40 en chiffres romains et rappelant le titre XXL). Elle est également une des voix françaises du film Blue et Compagnie, et narratrice du documentaire Bambi, l'histoire d'une vie dans les bois.
Le 13 mai 2025, lors de la cérémonie d'ouverture du Festival de Cannes, elle interprète un nouveau single intitulé Confession, rendant ainsi hommage à son ami David Lynch décédé le 16 janvier 2025. Bien qu'ils n'aient jamais collaboré au cinéma, Lynch avait réalisé un remix du titre Je te rends ton amour de Farmer, présent dans l'album Remix XL.

## Style musical
La chanteuse collabore dès ses débuts avec Laurent Boutonnat qui compose sa musique et réalise ses premiers clips.
Les textes qu'écrit Mylène Farmer sont imprégnés de thèmes récurrents comme le sexe, la mort, la religion ou l'amour, et contiennent souvent des références à des écrivains tels que Charles Baudelaire, Edgar Allan Poe, Luc Dietrich, Pierre Reverdy, Francesco Alberoni, Oscar Wilde, Virginia Woolf, François-René de Chateaubriand ou encore Primo Levi, mais également à des peintres, comme Egon Schiele. Dès ses débuts, sa musique a habituellement une tonalité pop, parfois accentuée de rythmes dance, electro ou rock.
Ses premiers clips sont de véritables courts-métrages (la version intégrale de Pourvu qu’elles soient douces dure près de 18 minutes). Réalisés par Boutonnat, Luc Besson (Que mon cœur lâche), Abel Ferrara (California), Ching Siu-tung (L'Âme-Stram-Gram), Agustí Villaronga (Fuck Them All) ou encore Pascal Laugier (City of Love), ces vidéos ont largement contribué au succès de la chanteuse. Il est cependant arrivé à deux reprises que les chaînes de télévision censurent un de ses clips au contenu jugé trop explicite : Beyond My Control et Je te rends ton amour. Ce dernier, privé de diffusion dans son intégralité, sortit par la suite dans les kiosques au profit de la lutte contre le SIDA.
En quelques années, Mylène Farmer s'est forgé un personnage auquel les fans vouent parfois un véritable culte pouvant tourner à l’obsession : en 1991, un fan tue d’un coup de fusil le réceptionniste de Polydor car celui-ci refusait de lui donner l'adresse de son idole. C’est à cette époque que la chanteuse prend de la distance vis-à-vis de son personnage public et se fait de plus en plus discrète dans les médias. Éloignée du monde du show-business, elle ne se déplace alors plus qu’aux remises de prix attribués par le public, et refuse (à de rares exceptions près) toute soirée mondaine. Par ailleurs, la chanteuse n'accorde que peu d’interviews, estimant que ce qu’elle a « à dire se trouve dans [s]es chansons », et décline systématiquement d'autres reconnaissances pourtant prestigieuses comme la Légion d’honneur ou sa statue au musée Grévin.

## Parrainages artistiques et participations

### Parrainages artistiques
En 1994, Mylène Farmer produit et compose les musiques de l'album Shade : Underbelly de Headmess, un projet de Henry Biggs (son professeur d’anglais aux États-Unis) mêlant rythmes hip-hop et symphoniques. L'album ne verra jamais le jour mais elle reprendra la musique d’un des titres, Madeleine, pour sa chanson Et si vieillir m’était conté sur l’album Innamoramento.
En 2000, Mylène Farmer et Laurent Boutonnat décident de produire la chanteuse Alizée en lui composant son premier album, Gourmandises. C’est sur ce disque que se trouve le titre Moi… Lolita, qui permet à la jeune Corse de devenir très populaire dans le monde entier. Après plusieurs succès (L'Alizé, Parler tout bas, Gourmandises, J'en ai marre !, J’ai pas vingt ans !, À contre-courant), ses mentors travaillent sur la conception de son premier spectacle en 2003, juste après la sortie de son second album Mes Courants Électriques…. En deux albums, Alizée a vendu plus de 6 millions de disques. Elle poursuit désormais sa carrière sans ses anciens producteurs.
En 2001, elle produit le titre I’m not a boy de Christia Mantzke (une chanteuse découverte par Jeff Dahlgren) puis, en 2003, le groupe electro Good Sex Valdes, qui édite trois singles : I Want Your Wife, You (pour lequel elle fait les chœurs) et Flesh for Fantasy.
En 2008, elle signe les paroles du générique du dessin animé Creepie, interprété par sa propre nièce, Lisa. Le titre atteindra la 6e place du Top Singles.
En 2018, Mylène Farmer produit Julia, une jeune chanteuse découverte dans l'émission The Voice Kids. Son premier single, S.E.X.T.O, sort le 12 septembre 2018, suivi par les titres #MeSuisTrompée, Passe… comme tu sais et Et toi mon amour, puis un premier album complet, écrits par Mylène Farmer et composés par Laurent Boutonnat.

### Participations
Le 15 mars 1986, Mylène Farmer participe en direct à l'émission Champs-Élysées, dans laquelle elle chante avec une vingtaine d'autres chanteuses La chanson de la vie, titre composé par Alice Dona et écrit par Claude Lemesle pour l'association Care France Femmes du Monde, remplaçant au pied levé Jane Birkin qui chante sur le disque, mais n'avait pas pu se rendre sur le plateau de l'émission pour cause de tournage de film.
En 1992, Mylène Farmer participe à l'album Urgence : 27 artistes pour la recherche contre le sida avec la chanson Dernier sourire, qu'elle réenregistre pour l'occasion. Ce titre apparaissait dans sa version originale en face B du single Sans logique en 1989.
En 2000, Maverick (la maison de production de Madonna) lui demande de participer à la bande originale du film Les Razmoket à Paris (sur laquelle figurent, entre autres, Cyndi Lauper et Sinéad O'Connor) : elle écrira alors pour l'occasion le titre L'histoire d'une fée, c'est….
En janvier 2007, elle interprète Devant soi, chanson du générique de fin du film Jacquou le Croquant, réalisé par Laurent Boutonnat.
Mylène Farmer a également enregistré deux autres duos, parus en novembre 2010 : le premier avec Ben Harper, Never Tear Us Apart, sur un album en hommage au groupe INXS (elle est la seule artiste française à y participer) ; le second avec Line Renaud, C’est pas l'heure, signé Farmer / Boutonnat, inclus dans Rue Washington, l’album de cette dernière.
Le 9 décembre 2022, paraît un duo avec le groupe britannique Muse pour le titre Ghosts (How Can I Move On), une chanson du groupe qui était initialement sur leur album Will of the People.

## Perception et univers musical

### Dans les médias
Dès ses débuts en 1984, les chansons et les clips de Mylène Farmer créent souvent la polémique. Ses premiers titres, qui se distinguent par leur ambiance musicale atypique et par des textes novateurs, sont généralement perçus positivement par la presse.
Mylène Farmer évoque dans ses chansons l’amour, la mort, le temps qui passe, au travers de textes souvent empreints de mélancolie. « Une part de moi habite la mélancolie, et une autre aime aussi le rire et la gaieté. Malheureusement, le monde prête plutôt à l’état mélancolique, où le bonheur émerge parfois. ». Ses textes, souvent basés sur le symbolisme, font débat : si certains y voient un véritable talent d’écriture, d’autres les considèrent pseudo-intellectualistes.
L’image de Mylène Farmer dans la presse a progressivement évolué. La durée de sa carrière et son succès ininterrompu semblent lui avoir conféré une certaine crédibilité, et son œuvre est jugée moins sévèrement ou simplement ignorée. Sa discrétion naturelle est respectée, et même saluée. Certains journaux autrefois critiques sont parfois devenus laudateurs, comme Le Monde : tous ses spectacles depuis 2006 ont été très appréciés, alors que les précédents étaient parfois sévèrement critiqués.
Toutefois, d’autres médias, devant son refus systématique d’interviews, publient des articles très critiques sur la chanteuse à partir de 2005 (Télé Star, Paris Match, France-Soir, Platine magazine…), et certains médias la boycottent (Europe 2, M6…).
Le texte de la chanson Je t'aime mélancolie aborde ce thème et semble apporter une réponse indirecte de Mylène Farmer aux critiques : « J’ai comme une envie / De voir ma vie en l’air / Chaque fois que l’on me dit / C’est de la mauvaise herbe / Et moi je dis : / Qu’une sauvage née / Vaut bien d’être estimée / Après tout elle fait souvent la nique / Aux « trop bien » cultivées, et toc ! […] En somme c’est ça : / Pour plaire aux jaloux / Il faut être ignorée. »

### Dans la profession
Ne souhaitant pas se mêler au monde du show-business, Mylène Farmer refuse systématiquement de se déplacer aux remises de prix accordés par la profession, depuis sa Victoire de la musique reçue en 1988 : face à l'hypocrisie ambiante en coulisses, elle annulera sa prestation au dernier moment et déclarera peu après : « J'ai passé des heures en coulisses pour les répétitions de cette soirée. Tout le gratin du show-business était là et ces gens m'ont écœurée. Ils se détestent tous. J'étais triste d'avoir été récompensée et reconnue par ces gens-là. Ce sont les Victoires de l'hypocrisie ! »
Récompensée en 2005 du prix de l’« Artiste féminine des vingt dernières années », la chanteuse, absente, se contentera d'un communiqué laconique adressé à la profession, dans lequel elle rappelle que son dernier single s'intitule Fuck Them All. Dès lors, fait unique, elle demandera elle-même à ne plus être nommée.
Pour autant, beaucoup d'artistes déclarent être des admirateurs de Mylène Farmer. Selon Charles Aznavour, « cette femme a tous les dons. » Michel Polnareff déclare « l'aime[r] beaucoup, sur le plan professionnel et personnel (elle fait des spectacles remarquables, de la vraie production à niveau international) », tout comme Michel Sardou, qui déclare : « Elle me plaît et m'attendrit. Je sais combien elle s'investit dans ses spectacles, et chapeau pour son respect du public. Elle ne joue pas à l'économie. » De même, Johnny Hallyday salue son travail et le fait qu'« elle ne touche pas d'argent lorsqu'elle part en tournée, tellement ses spectacles lui coûtent cher. » Line Renaud souligne « quelqu'un de rare, dans tous les sens du terme ». Julien Clerc qualifie son travail de « toujours intéressant, avec un art savant de la mise en scène et une vraie direction artistique, des textes intéressants et de belles musiques », tandis que Juliette Gréco affirme : « Elle est sans cesse en recherche. Elle a une place particulière, totalement originale par son silence, la perfection de son travail. On a l'impression d'être face à une enfant à la fois féroce et surdouée. » Selon Lara Fabian, « elle a réussi ce que peu d'artistes ont réussi au fil des années : rester elle-même et innover à chaque fois. » Pour Jean-Louis Murat, « Mylène et Laurent sont les deux personnes les plus estimables que j'ai rencontrées. Je les adore et les respecte infiniment. Ce sont les plus intelligents. D'une intelligence à la Warhol. »
La jeune génération la cite souvent en référence, comme Nolwenn Leroy (« Elle a tout compris et a su garder une cohérence au fil des ans. Cultiver le paradoxe d’être une immense star tout en restant simple, sensible, à fleur de peau. »), Julien Doré (« Un show hyper-rodé, un son qui déchire sa mère, une énorme machine en mouvement – ce qu'on voit d'habitude avec des artistes étrangers, pas avec des français »), Christine and the Queens (« La seule pop star femme de France ») ou encore Shy'm (« Comme Madonna, elle a réussi à durer, à traverser les époques. Elles ont fait des choses marquantes, ont osé, sans rester dans le moule. »). La chanteuse est également une des rares artistes à être citée en référence par plusieurs rappeurs, comme Damso (« quelqu'un qui aboutit musicalement et artistiquement parlant », « un timbre et un univers hallucinants de perfection »), Disiz La Peste (« J'admire la manière dont elle a créé son image et bâti sa carrière. Elle a toujours été à part, dans son coin. »), Maître Gims et Orelsan, qui rêvent de travailler avec elle,, mais aussi le groupe Stupeflip qui lui a dédié le titre Lettre à Mylène.
Si elle reste peu connue dans les pays anglo-saxons, plusieurs personnalités reconnaissent suivre sa carrière, à l'instar de Madonna (qui a même tenu à aller voir Giorgino à sa sortie), Elton John (« La première fois que je l’ai entendue, j’étais bouleversé. Je lui porte une grande admiration. J’aime sa voix, ses mots, sa façon de bouger. She’s so French! »), le groupe Muse (« Nous avons été la voir en concert et en sommes ressortis totalement sous le choc tellement le spectacle était beau. Cette femme a un charisme énorme et l'ambition de proposer des choses énormes. C'est vraiment une artiste que nous aimons beaucoup. »), l'écrivain Salman Rushdie (« Ses textes, entre mélancolie et sensualité, souffrance et abandon, m'émeuvent. Sa voix, moitié de ce monde, moitié d'ailleurs est étonnante ; c'est la voix d'un ange déchu. »), Enrique Iglesias (« J'aime beaucoup sa voix et la façon dont elle conçoit ses spectacles. Elle est incroyable et tellement créative. »), George Clooney (« Je l'apprécie beaucoup, nous sommes amis, elle est vraiment incroyable dans son oeuvre, c'est une femme très simple et une immense star en France. »), Luz Casal, Kylie Minogue ou encore Seal (« Elle est l'essence pure de l'Artiste. »).
Après l'attentat contre Salman Rushdie, Mylène Farmer lui adressera son soutien dans le Journal du Dimanche,,,.

### Icône ou stratégie du silence

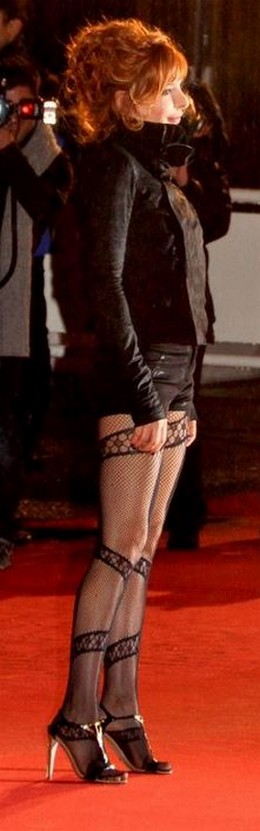
Mylène Farmer aux NRJ Music Awards 2012.

La discrétion médiatique de Mylène Farmer a parfois été qualifiée par les médias de stratégie « marketing », afin de mieux se faire désirer. L’artiste n’accorde effectivement que très peu d'interviews et apparaît rarement à la télévision, expliquant cette faible présence médiatique par sa « nature profonde » : se sentant « plus à l'aise sur scène qu'à la télévision », elle reconnaît être de nature très discrète et détester parler d'elle-même. Cette discrétion médiatique n'est pas sans rappeler Kate Bush, une chanteuse à la réputation de recluse que Mylène admire, qui accorde peu d'interviews et se montre encore moins en public.
Depuis ses débuts, elle développe sa créativité au-delà de la production musicale et de son métier de chanteuse, s’exprimant à travers des domaines comme le cinéma (clips scénarisés, filmés en 35 mm), la scénographie, l’écriture (avec un conte dont elle est l’autrice), la peinture et le dessin, et de manière plus classique pour les chanteurs de la musique pop : la chorégraphie, l’habillement, le design…
L'écrivaine Amélie Nothomb confie : « Pour avoir côtoyé Mylène, je pense qu’elle cultive l’inaccessibilité qui la caractérise. Mais je crois aussi qu’une part lui échappe. J’ai pu m’apercevoir que, lorsqu’elle est cordiale, et elle peut assurément l’être, on sent quand même, quelque part, une muraille de glace. Il semblerait qu’elle n’y puisse rien. Attention, loin de moi l’idée de présenter Mylène Farmer comme une victime. Mais cette muraille de glace, sans doute, la rend prisonnière de quelque chose. »
En 2001, elle confie quant à sa discrétion médiatique : « Je n’ai pas fait ce métier pour être connue mais pour être reconnue. » En janvier 2015, après les attentats meurtriers de Paris, elle sort de son « silence » en publiant un dessin via les comptes officiels de son label Polydor. Elle utilise à nouveau le personnage de Lonely Lisa pour afficher « Je suis Charlie ».
Le 21 mars 2020, en pleine épidémie de Covid-19, elle diffuse via les réseaux sociaux de la société de Pascal Nègre assurant son management, Hashtag NP, un dessin de soutien aux soignants reprenant les paroles de son tube Maman a tort : « 1. virus a tort 2. c'est beau l'amour 3. l'infirmière pleure 4. je l'aime. »
La chanteuse est fréquemment présentée comme une « icône gay » au cours de sa carrière.

## Discographie

### Albums studio
- 1986 : Cendres de lune
- 1988 : Ainsi soit je...
- 1991 : L'Autre...
- 1995 : Anamorphosée
- 1999 : Innamoramento
- 2005 : Avant que l'ombre…
- 2008 : Point de suture
- 2010 : Bleu noir
- 2012 : Monkey Me
- 2015 : Interstellaires
- 2018 : Désobéissance
- 2022 : L'emprise

### Albums en public
- 1989 : En concert
- 1997 : Live à Bercy
- 2000 : Mylenium Tour
- 2006 : Avant que l'ombre… À Bercy
- 2009 : N°5 on Tour
- 2013 : Timeless 2013
- 2019 : Live 2019
- 2024 : Nevermore 2023

### Compilations
- 2001 : Les mots
- 2011 : 2001-2011
- 2020 : Histoires de
- 2021 : Plus grandir (1986-1996)
- 2022 : Collection

#### Compilations de remixes
- 1992 : Dance Remixes
- 2003 : RemixeS
- 2024 : Remix XL

## Tournées et résidences

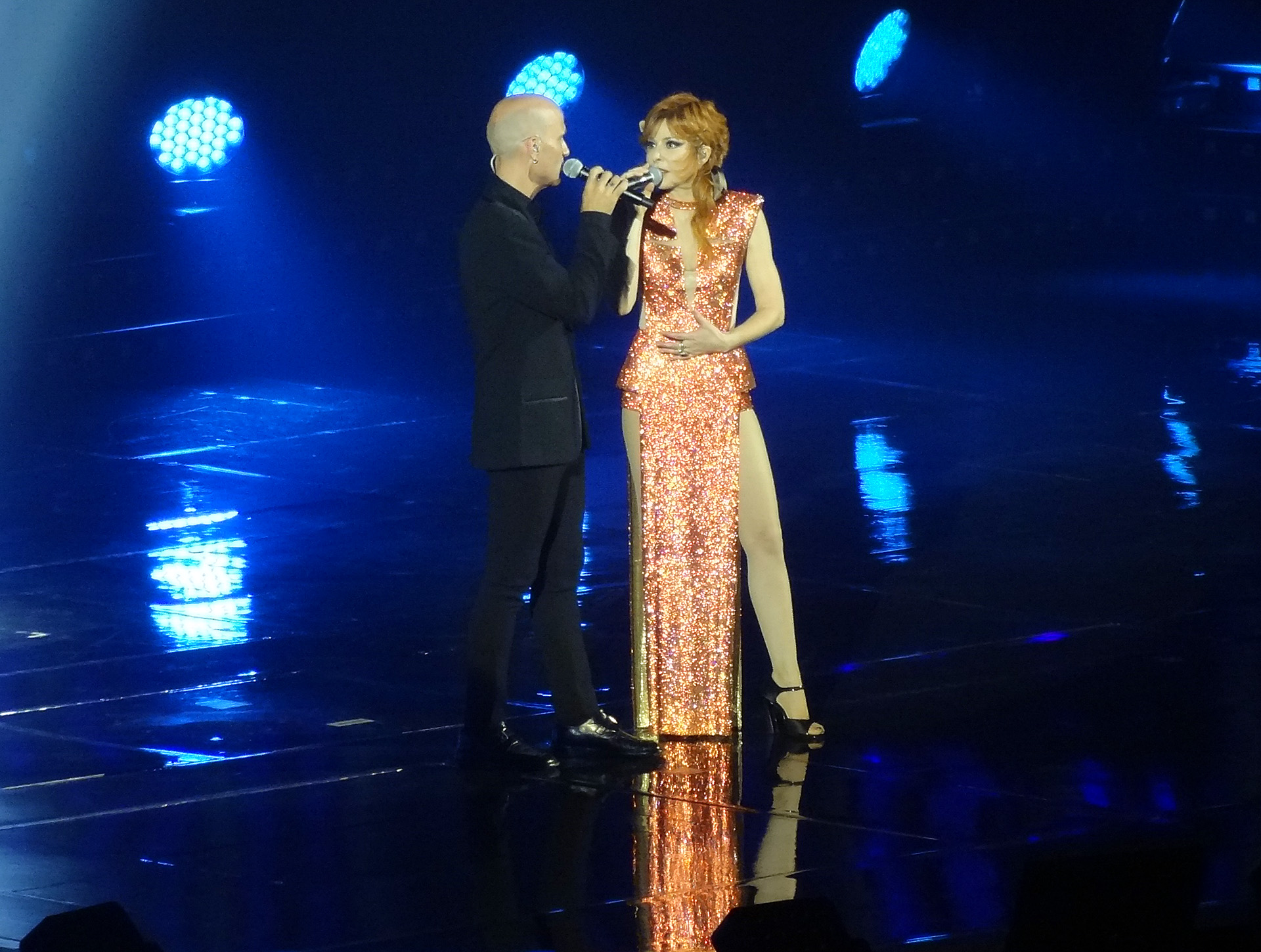
Mylène Farmer avec Gary Jules le 10 septembre 2013, lors du concert Timeless 2013 à Paris-Bercy.

Mylène Farmer a effectué huit séries de concerts. Dignes des grands shows américains et n'utilisant jamais de playback, ses spectacles sont devenus de véritables références dans le paysage musical français,. Assistée de Laurent Boutonnat (sauf pour le Mylenium Tour et le Nevermore 2023), l'artiste réserve une place prépondérante aux symboles et à sa relation avec le public.
| Année     | Nom                        | Dates | Album(s) soutenu(s)            | Budget                         | Nombre de spectateurs       | Pays                                            |
| --------- | -------------------------- | ----- | ------------------------------ | ------------------------------ | --------------------------- | ----------------------------------------------- |
| 1989      | Tour 89                    | 46    | Cendres de Lune Ainsi soit je… | Environ 6 millions d'euros     | Environ 300 000 spectateurs | France, Belgique et Suisse                      |
| 1996      | Tour 1996                  | 21    | Anamorphosée                   | Environ 12 millions d'euros    | Environ 170 000 spectateurs | France, Belgique et Suisse                      |
| 1999-2000 | Mylenium Tour              | 43    | Innamoramento                  | Environ de 20 millions d'euros | Environ 450 000 spectateurs | France, Belgique, Suisse et Russie              |
| 2006      | Avant que l'ombre… À Bercy | 13    | Avant que l'ombre…             | Environ 10 millions d'euros    | Environ 170 000 spectateurs | France                                          |
| 2009      | Tour 2009                  | 36    | Point de suture                | Environ 30 millions d'euros    | Environ 630 000 spectateurs | France, Belgique, Suisse et Russie              |
| 2013      | Timeless 2013              | 39    | Bleu noir Monkey Me            | Environ 30 millions d'euros    | Environ 550 000 spectateurs | France, Belgique, Suisse, Russie et Biélorussie |
| 2019      | Live 2019                  | 9     | Interstellaires Désobéissance  | Environ 30 millions d'euros    | Environ 243 000 spectateurs | France                                          |
| 2023-2024 | Nevermore 2023/2024        | 14    | L'Emprise                      | Environ 65 millions d'euros    | Environ 700 000 spectateurs | France, Belgique, Suisse                        |

## Filmographie

### Films
- 1983 : Le Dernier Combat de Luc Besson : figuration
- 1994 : Giorgino de Laurent Boutonnat : Catherine Degrâce
- 2018 : Ghostland de Pascal Laugier : Pauline Keller
- 2024 : Bambi, l'histoire d'une vie dans les bois[225] de Michel Fessley : Elle-même, narratrice
- 2025 : Dalloway de Yann Gozlan : Dalloway (voix)

### Doublage voix
- 2006 : Arthur et les Minimoys de Luc Besson : Sélénia[226]
- 2009 : Arthur et la Vengeance de Maltazard de Luc Besson : Sélénia[227]
- 2010 : Arthur et la Guerre des deux mondes de Luc Besson : Sélénia[227]
- 2024 : Blue et Compagnie de John Krasinski : Blossom[228]

## Vidéographie

### Lives
- 1990 : En concert - Le film
- 1997 : Live à Bercy
- 2000 : Mylenium Tour
- 2006 : Avant que l'ombre… À Bercy
- 2010 : Stade de France
- 2014 : Timeless 2013 – Le film
- 2019 : Live 2019 - Le film
- 2024 : Nevermore - Le film

### Compilations de clips
- 1987 : Les clips
- 1988 : Les clips Vol. II
- 1990 : Les clips Vol. III
- 1990 : The Videos
- 1992 : L'autre…
- 1997 : Music Videos
- 1997 : Music Videos II
- 2000 : Music Videos III
- 2006 : Music Videos IV
- 2021 : Les Clips L'intégrale 1999 - 2020

### Documentaire
- 2020 : L'Ultime Création

### En tant qu'auteure
En 2003, Mylène Farmer sort Lisa-Loup et le Conteur, un conte philosophique qu'elle a écrit et illustré, et qui s'est écoulé à plus de 100 000 exemplaires.

### En tant que modèle
- 2006 : Avant que l'ombre… À Bercy, un recueil de clichés de Claude Gassian issus de la série de concerts du même nom.
- 2015 : Fragile, un ouvrage de photographies artistiques réalisées par Sylvie Lancrenon présentant la chanteuse évoluant dans de l'argile.

### En tant qu'illustratrice
Mylène Farmer a également illustré plusieurs livres, notamment Où es-tu ? de Marc Levy (2001) et L'Étoile polaire de Michel Onfray (2015).
En 2021, à l'occasion des 60 ans de la collection Aventure secrète des éditions J'ai lu, dédiée à la spiritualité, elle illustre dix romans de best-sellers internationaux (Le livre des coïncidences de Deepak Chopra, Conversations avec Dieu de Neale Donald Walsch, La prophétie des Andes de James Redfield, Libérez votre créativité de Julia Cameron, Message des hommes vrais au monde mutant de Marlo Morgan, Le Pouvoir de l'intention de Wayne W. Dyer, Le miracle de la pleine conscience de Thich Nhat Hanh, Techniques de visualisation créatrice  de Shakti Gawain, Le Moine qui vendit sa Ferrari de Robin S. Sharma et Pouvoir illimité de Anthony Robbins).

### En tant que sujet
Les livres consacrés à la chanteuse ont été assez restreints jusqu’au début des années 2000, notamment à cause du procès pour atteinte à l'image gagné par Mylène Farmer en 1989, intenté contre Albin Michel et Patrick Milo, ordonnant ainsi, une semaine après sa sortie, le retrait des librairies du premier ouvrage consacré à la chanteuse, intitulé simplement Mylène Farmer. Deux ans plus tard, Mylène Farmer autorise sa seule biographie officielle, Ainsi soit-elle, écrite par Philippe Seguy avec la participation de l'artiste.
Début 2000, presque dix ans plus tard, quelques albums-photos (légendés ou avec très peu de texte) paraissent, suivis quelques mois après par une petite biographie sous forme d’abécédaire. Mylène Farmer et son entourage ne réagissant pas et les ventes étant au rendez-vous, de nombreux auteurs se lancent dans la rédaction de biographies plus complètes. Dès lors, les ouvrages consacrés à la chanteuse pullulent (jusqu’à 6 sorties de livres en 2007), dans des registres multiples. Mais contrairement à la première biographie de Patrick Milo, Mylène Farmer n'intente plus d'action en justice.

## Records
Mylène Farmer est la chanteuse française qui a vendu le plus de disques depuis les années 1980,,,, (plus de 30 millions),,,. Elle est également l'artiste ayant classé le plus de titres à la 1re place des ventes en France (21 chansons no 1),, ainsi que dans le Top 10 (58 titres).

### Ventes
- Chanteuse française ayant vendu le plus de disques depuis 1984[155].
- Record du nombre de disques de diamant pour une chanteuse (7 albums, dont 5 ont dépassé le million d’exemplaires vendus)[99].
- Seule artiste ayant obtenu un disque de diamant sur 4 décennies différentes[241].
- Record de ventes pour un album live français (Live à Bercy avec plus de 900 000 exemplaires vendus)[242].
- Record de ventes pour une compilation d'artiste français (Les Mots vendu à deux millions d'exemplaires)[58].
- Record de ventes de DVD musical pour un artiste français (Avant que l'ombre… À Bercy, pour 500 000 ventes)[242].
- Record de rapidité pour la vente de deux concerts en France (160 000 places vendues en moins de 3 heures pour deux concerts au stade de France)[243].
- Record de rapidité pour la vente de concerts en province (189 734 places en une journée)[244].
- Record de vente de places de cinéma pour un spectacle en France (plus de 210 000 pour Nevermore)[149].

### Classements
- Artiste ayant classé le plus de singles à la 1re place du Top 50 (21 titres, dont 8 consécutifs)[140].
- Artiste ayant classé le plus de singles dans le Top 10 français (58 titres)[26].
- Seule artiste ayant classé tous les singles d'un seul et même album au no 1 du Top 50, et ce, à deux reprises (Point de Suture et Bleu noir)[245].
- Seule artiste ayant été no 1 du Top 50 sur 4 décennies différentes[246].
- Artiste féminine ayant classé le plus d'albums no 1 au Top Albums (17)[247].
- Seule artiste féminine ayant été no 1 du Top Albums sur 5 décennies différentes[247].

### Budget
- Records de budget pour des clips français avec L'Âme-Stram-Gram : 900 000 €, California : 600 000 € et Pourvu qu'elles soient douces : 450 000 €[242].
- Record de budget pour une tournée française avec Nevermore 2023 : 65 millions d'euros[248].

### Divers
Mylène Farmer est la seule chanteuse française à avoir rempli cinq fois le Stade de France (2009 et 2024). Elle est également la seule chanteuse à avoir rempli neuf fois la Paris La Défense Arena en 2019. Elle détient le record du nombre de NRJ Music Awards (9 trophées à ce jour[Quand ?], dont un Award de diamant) pour une chanteuse.[réf. nécessaire]
En 2005, elle est l'artiste française la plus exportée avec Désenchantée. Le titre Moi… Lolita, écrit pour Alizée, est aussi dans la liste des titres les plus exportés. Elle détient également le record de diffusion pour un événement au cinéma en nombre de salles (613 salles) et de pays (18 pays) avec Mylène Farmer 2019 : Le Film.

### Guinness des records
Mylène Farmer apparaît à deux reprises dans l'édition française du Livre des records.
- L'édition de 1990 lui offre une pleine page, retraçant sa carrière, dont certains faits marquants comme le disque de diamant pour Ainsi soit je…, le budget et le nombre de figurants pour le clip de Pourvu qu'elles soient douces, ou encore la rapidité de vente de places de concerts pour le Tour 89[252].
- Dans l'édition de 1994, elle apparaît avec l'album L'Autre…, qui s'est avéré être le record français des ventes de l'année 1992 (1,3 million d'albums vendus)[253].

## Distinctions

### Victoires de la musique
- 1988 : Victoire de la musique de l’artiste interprète féminine
- 1996 : Victoire de l’album francophone le plus exporté (Anamorphosée)
- 2005 : Victoire de la musique de l’artiste interprète féminine des 20 dernières années

Mylène Farmer ne souhaite plus recevoir de récompense, ni même être nommée par les Victoires de la Musique.

### World Music Awards
- 1993 : Best selling artist representing France (Meilleures ventes pour un artiste français)

### M6Awards
- 2000 : Plus beau clip de l’année (Optimistique-moi)

### NRJ Music Awards
- 2000 : Meilleur concert (Mylenium Tour)
- 2000 : Album francophone (Innamoramento)
- 2000 : Artiste féminine francophone
- 2001 : Artiste féminine francophone
- 2002 : Artiste féminine francophone
- 2003 : Artiste féminine francophone
- 2006 : Album francophone (Avant que l’ombre…)
- 2009 : Album francophone (Point de Suture)
- 2012 : Award de Diamant, récompensant l'ensemble de sa carrière

### NRJ Ciné Awards
- 2007 : Meilleur « Avec la voix de… » (doublage de la princesse Sélénia dans Arthur et les Minimoys)

## Femme d'affaires
Mylène Farmer s’implique fortement dans la gestion de ses affaires, faisant de son nom de scène une véritable marque. Femme d'affaires dont les revenus annuels dépasseraient en moyenne les 5 millions d’euros, elle détient depuis 1997 la quasi-totalité des droits sur ses chansons à travers ses propres sociétés, et est également productrice.

## Fan-clubs non officiels
Mylène Farmer a déclaré plusieurs fois refuser de créer un site internet ou un fan-club officiel à sa gloire. Cependant, plusieurs dizaines de fan-clubs non officiels ont été créés, certains étant suffisamment importants pour pouvoir publier régulièrement des magazines entièrement dédiés à la chanteuse et les diffuser chez les marchands de journaux.
En 2007, Mylène Farmer dépose la marque Lonely Lisa, et ouvre un site internet du même nom, qui se présente comme « le site communautaire de l’ennui ». Reprenant l’univers graphique des illustrations de Lisa-Loup et le Conteur, le site propose aux membres de s’échanger leurs créations artistiques : poésies, dessins, photos, etc.